# Georg Stanford Brown
Georg Stanford Brown (* 24. Juni 1943 in Havanna, Kuba) ist ein US-amerikanischer Schauspieler und Fernsehregisseur kubanischer Herkunft.

## Leben
Als Schauspieler debütierte Brown Ende der 1960er Jahre und übernahm fortan vorwiegend Rollen im Fernsehen. Zwischen 1972 und 1976 spielte er eine der Hauptrollen in der Krimiserie California Cops – Neu im Einsatz. Seine im deutschsprachigen Raum bekannteste Rolle spielte er 1977 als Tom Harvey in der Serie Roots. 1986 war er als Grady in der Serie Fackeln im Sturm zu sehen. Seit Mitte der 1970er Jahre arbeitet Brown häufig auch als Regisseur für das US-amerikanische Fernsehen. Er inszenierte unter anderem einzelne Folgen von Drei Engel für Charlie, Starsky & Hutch und Miami Vice.
Brown war von 1966 bis 1990 mit der Schauspielerin Tyne Daly verheiratet, mit der er drei Töchter hat. Beider Tochter Kathryne Dora Brown ist ebenfalls Schauspielerin.

## Filmografie (Auswahl)

### Als Schauspieler
- 1967: Die Stunde der Komödianten (The Comedians)
- 1968: Bullitt
- 1969: Colossus
- 1972–1976: California Cops – Neu im Einsatz (The Rookies, Fernsehserie, 93 Folgen)
- 1977: Roots (Fernsehserie, 2 Folgen)
- 1979: Roots – Die nächsten Generationen (Roots: The Next Generations, Fernsehserie, 2 Folgen)
- 1980: Zwei wahnsinnig starke Typen (Stir Crazy)
- 1985: Fackeln im Sturm (North and South, Fernsehserie, 4 Folgen)
- 1991: House Party 2
- 1998–2000: Linc’s (Fernsehserie, 35 Folgen)
- 2004: Nip/Tuck – Schönheit hat ihren Preis (Nip/Tuck, Fernsehserie, 4 Folgen)
- 2005: The Reading Room (Fernsehfilm)

### Als Regisseur
- 1975–1976: California Cops – Neu im Einsatz (The Rookies, Fernsehserie, 4 Folgen)
- 1977: Starsky & Hutch (Fernsehserie, 3 Folgen)
- 1977–1979: Drei Engel für Charlie (Charlie’s Angels, Fernsehserie, 8 Folgen)
- 1979: Roots – Die nächsten Generationen (Roots: The Next Generations, Fernsehserie, 1 Folge)
- 1981–1986: Polizeirevier Hill Street (Hill Street Blues, Fernsehserie, 7 Folgen)
- 1982–1986: Cagney & Lacey (Fernsehserie, 5 Folgen)
- 1984: Miami Vice (Fernsehserie, 2 Folgen)
- 1984: Magnum (Fernsehserie, 2 Folgen)
- 1984–1986: Der Denver-Clan (Dynasty, Fernsehserie, 4 Folgen)
- 1988: Im Dschungel der Großstadt (Alone in the Neon Jungle, Fernsehfilm)
- 1989: Viel Kohle im Koffer (Stuck with Each Other, Fernsehfilm)
- 1992: Under Arrest – Gefangen in der Hölle (The Last P.O.W.? The Bobby Garwood Story, Fernsehfilm)
- 1993: Auf den Straßen von L.A. (Father & Son: Dangerous Relations, Fernsehfilm)
- 2005: The Reading Room (Fernsehfilm)

## Auszeichnungen
- 1981: Nominiert für die Goldene Himbeere als schlechtester Nebendarsteller für den Film Zwei wahnsinnig starke Typen.
- 1981 und 1985: Nominiert als bester Regisseur für die Fernsehserie Polizeirevier Hill Street.
- 1986: Emmy Award für die Regie in der Fernsehserie Cagney & Lacey.